# 2020년 아덴 국제공항 테러
2020년 12월 30일, 예멘 아덴 아덴 국제공항에 예멘 공직자들이 탑승한 항공기가 착륙할 때 폭탄 테러와 총기 난사가 발생하는 사건이 발생하였다. 이 테러로 25명이 사망하고 110명이 부상을 입었다. 승객 중에서는 테러로 사상당한 인원은 없었으며, 공직자들은 안전을 위해 신속하게 마시크 궁전으로 이송되었다.